# Ontur
Ontur – gmina w Hiszpanii, w prowincji Albacete, w Kastylii-La Mancha, o powierzchni 54,38 km². W 2011 roku gmina liczyła 2246 mieszkańców.